# Chardonnay
Chardonnay är den mest odlade gröna vindruvan i världen. Flera berömda viner i Bourgogne och Champagne i Frankrike görs av druvan, som ger uppskattade viner även i USA, Australien och många andra områden.
Chardonnayviner lämpar sig väl för ekfatslagring och dyrare sorter har ofta framträdande eksmak.

## Uppkomst

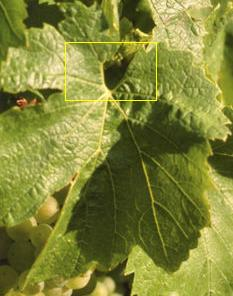
Chardonnaybladet har "nakna" nerver vid basen.

Forskare vid University of California i Davis och INRA i Montpellier har genom DNA-analys visat att chardonnay, liksom flera andra druvsorter, uppkommit ur korsning av pinot noir och gouais blanc. Druvan antas härstamma från Frankrike.

## Odling

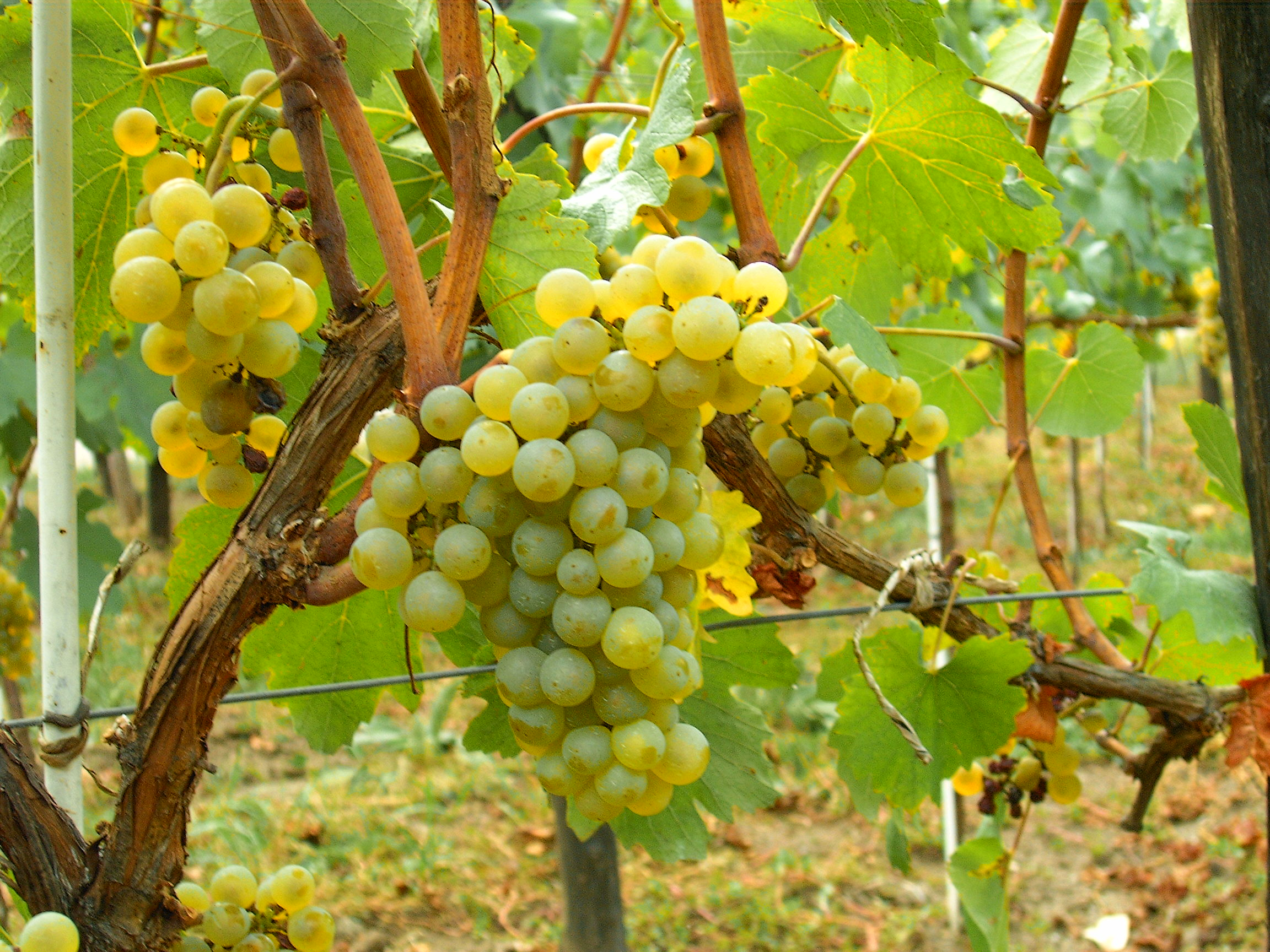
Chardonnaydruvor i Moldavien.

Druvan kan ge goda viner i skilda klimattyper. I Frankrike odlas den från det kalla Champagne till Limoux i Roussillon.
Druvan har införts i många andra europeiska vinområden, exempelvis i Bulgarien. 
Chardonnay odlas längs USA:s västkust från delstaten Washington till södra Kalifornien. Druvan är även vanlig i Australien och på Nya Zeeland.

## Vinet
De mest berömda Chardonnayvinerna kommer från Frankrike:
- Bourgognevinerna är normalt sortrena. Följande områden är framför allt kända för chardonnay:
  - Côte de Beaune, ofta fatlagrad
  - Chablis
  - Poilly-Fuissé
- Champagne görs ofta av en blandning av chardonnay, pinot noir och pinot meunier, en så kallad cuvée. Champagne med bara chardonnay kallas blanc de blancs.

### Smak och doft
Chardonnaydruvan är i sig inte särskilt aromatisk, utan smaken beror mycket på lokal jordart och klimat. Vinerna får ofta aromer av äpple, milda citrusfrukter och särskilt efter lagring, päron. Utan malolaktisk jäsning kan smaken bli ganska skarp. Efter lagring tillkommer en viss smörighet. 
Goda ekfatslagrade viner oxideras och får en högre komplexitet med tydlig eksmak som dock inte överröstar frukten.